# Österreichische Handballmeisterschaft 2015/16
Die 55. Saison der Österreichischen Handballmeisterschaft begann im August 2015. Der amtierende Meister der Saison 2014/15 ist der Alpla HC Hard.

## Handball Liga Austria
In der höchsten Spielklasse, der HLA, sind zehn Teams vertreten. Die Meisterschaft wird in mehrere Phasen gegliedert. In der Hauptrunde spielen alle Teams eine einfache Hin- und Rückrunde gegen jeden Gegner. Danach wird die Liga in zwei Gruppen geteilt.
Die ersten fünf Teams spielen in einer weiteren Hin- und Rückrunde um die Platzierung im HLA-Viertelfinale. Die letzten fünf Teams spielen um die ersten drei Plätze, welche sich ebenfalls für das Viertelfinale qualifizieren. Die Qualifizierung wird auch in einer Hin- und Rückrunde ausgetragen. Die beiden schlechtplatziertesten Teams spielen eine Best-of-three-Serie gegen den Abstieg.

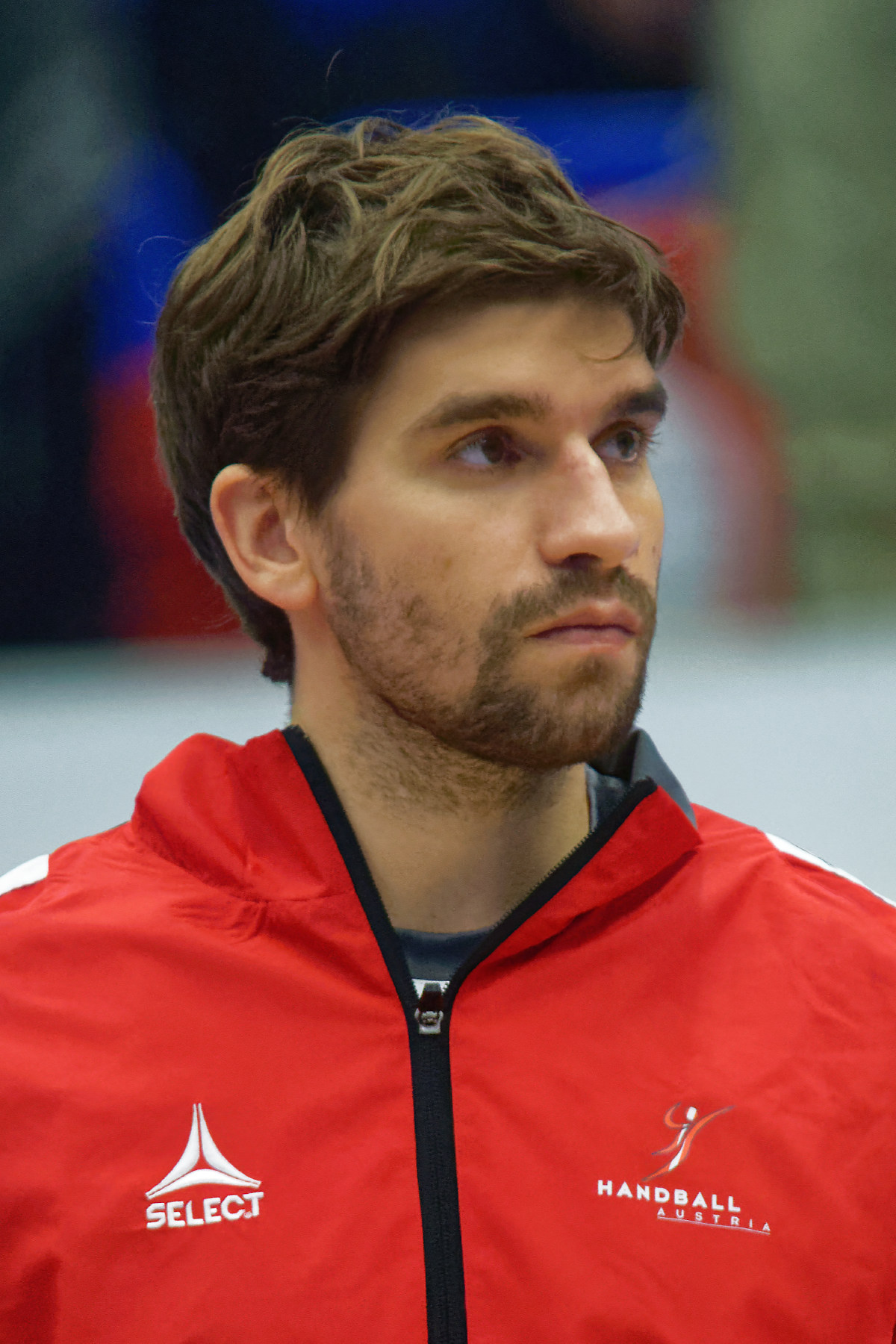
Tobias Schopf Torschützenkönig des Grunddurchgangs 2015/16

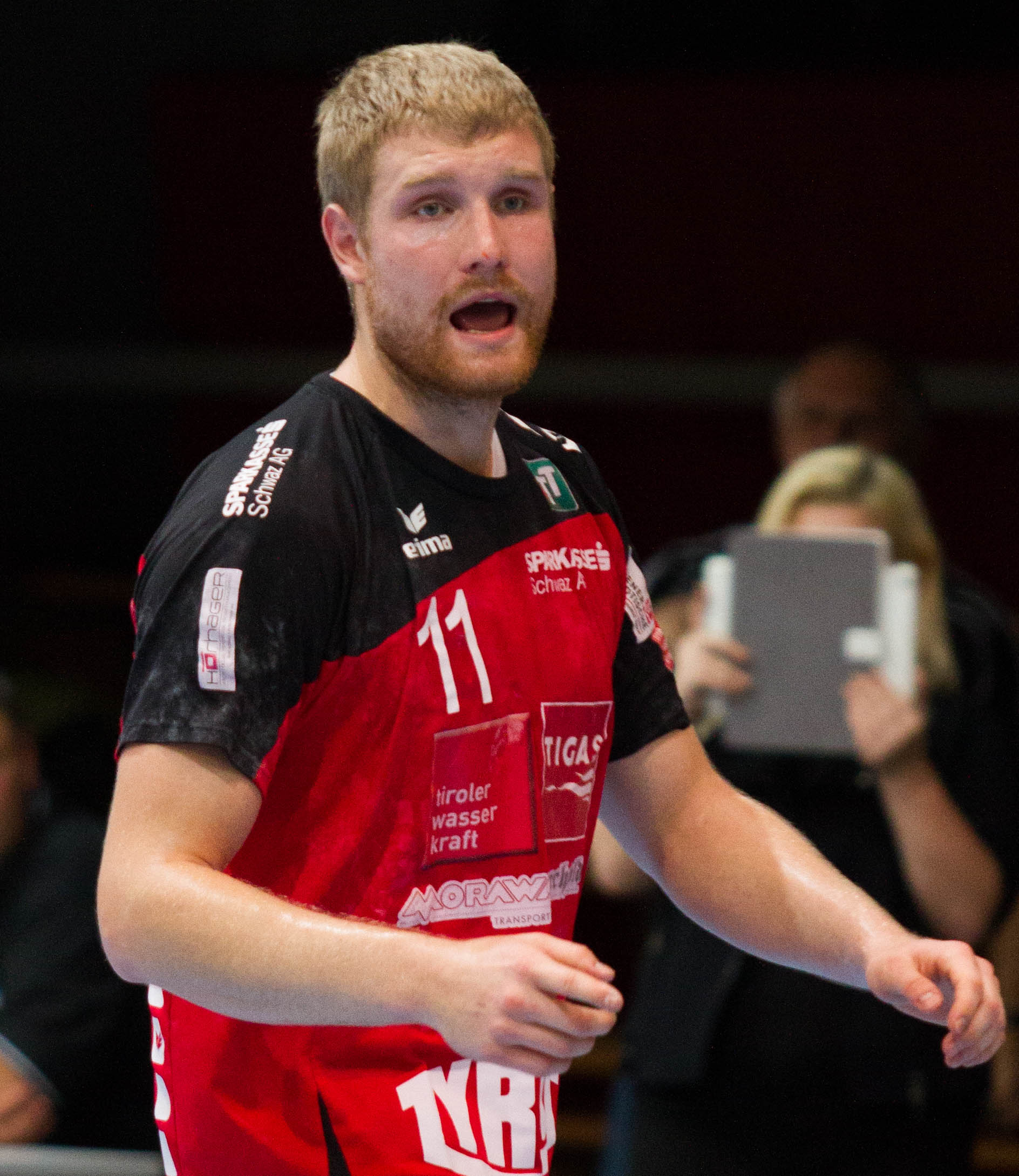
Anton Prakapenia Torschützenkönig des Grunddurchgangs 2015/16

### Grunddurchgang HLA
|     | Verein                          | R  | S  | U | N  | Tore    | Diff. | Punkte |
| --- | ------------------------------- | -- | -- | - | -- | ------- | ----- | ------ |
| 1.  | Handballclub Fivers Margareten  | 18 | 17 | 0 | 1  | 627:499 | +128  | 34:2   |
| 2.  | Bregenz Handball                | 18 | 12 | 1 | 5  | 541:503 | +38   | 25:11  |
| 3.  | Moser Medical UHK Krems         | 18 | 10 | 3 | 5  | 529:503 | +26   | 23:13  |
| 4.  | Alpla HC Hard (M)               | 18 | 10 | 0 | 7  | 535:493 | +42   | 20:14  |
| 5.  | Union JURI Leoben               | 18 | 9  | 1 | 8  | 515:544 | −29   | 19:17  |
| 6.  | Sparkasse Schwaz Handball Tirol | 18 | 8  | 2 | 8  | 519:510 | +9    | 18:18  |
| 7.  | SG Handball West Wien           | 18 | 6  | 1 | 11 | 493:517 | −24   | 13:23  |
| 8.  | ECE Bulls Bruck                 | 18 | 4  | 3 | 11 | 484:525 | −41   | 11:25  |
| 9.  | HC Linz AG                      | 18 | 4  | 1 | 13 | 504:561 | −57   | 9:27   |
| 10. | HSG Raiffeisen Bärnbach/Köflach | 18 | 3  | 0 | 15 | 447:539 | −92   | 6:30   |

Legende

(M) – Meister der letzten Saison
|                                                       | 1 | 2 | 3 | 4 | 5  | 6  | 7  | 8  | 9  | 10 | 11 | 12 | 13 | 14 | 15 | 16 | 17 | 18 |
| ----------------------------------------------------- | - | - | - | - | -- | -- | -- | -- | -- | -- | -- | -- | -- | -- | -- | -- | -- | -- |
| Handballclub Fivers Margareten                        | 2 | 4 | 6 | 8 | 10 | 12 | 14 | 16 | 18 | 20 | 22 | 24 | 24 | 26 | 28 | 30 | 32 | 34 |
|                                                       | 2 | 4 | 6 | 6 | 8  | 10 | 10 | 11 | 13 | 13 | 15 | 17 | 19 | 21 | 23 | 23 | 23 | 25 |
| UHK Krems                                             | 0 | 2 | 3 | 5 | 5  | 5  | 7  | 8  | 10 | 12 | 12 | 14 | 16 | 16 | 18 | 19 | 21 | 23 |
|                                                       | 2 | 2 | 4 | 6 | 6  | 8  | 10 | 12 | 12 | 14 | 16 | 18 | 18 | 18 | 18 | 20 | 22 | 22 |
| Union Leoben                                          | 0 | 2 | 4 | 4 | 4  | 6  | 6  | 6  | 8  | 8  | 8  | 10 | 12 | 14 | 14 | 15 | 17 | 19 |
| Handball Tirol                                        | 2 | 2 | 2 | 4 | 4  | 6  | 7  | 8  | 10 | 10 | 10 | 10 | 10 | 12 | 14 | 16 | 16 | 18 |
| SG Handball West Wien                                 | 2 | 2 | 2 | 2 | 4  | 4  | 4  | 6  | 6  | 7  | 9  | 9  | 11 | 11 | 11 | 11 | 13 | 13 |
| HC ece bulls Bruck                                    | 0 | 0 | 1 | 3 | 5  | 5  | 5  | 7  | 7  | 8  | 8  | 8  | 9  | 11 | 11 | 11 | 11 | 11 |
| HC Linz AG                                            | 0 | 0 | 0 | 0 | 2  | 2  | 2  | 2  | 2  | 2  | 4  | 4  | 5  | 5  | 7  | 9  | 9  | 9  |
| HSG Raiffeisen Bärnbach/Köflach                       | 0 | 2 | 2 | 2 | 2  | 4  | 4  | 4  | 4  | 6  | 6  | 6  | 6  | 6  | 6  | 6  | 6  | 6  |
| Grün = Sieg • Gelb = Unentschieden • Rot = Niederlage |   |   |   |   |    |    |    |    |    |    |    |    |    |    |    |    |    |    |

### Torschützenliste Grunddurchgang
| Platzierung | Spieler           | Verein                          | Spiele | Tore | 7-Meter | Feldtore |
| ----------- | ----------------- | ------------------------------- | ------ | ---- | ------- | -------- |
| 1           | Anton Prakapenia  | Sparkasse Schwaz Handball Tirol | 18     | 122  | 3/6     | 119      |
| 1           | Tobias Schopf     | Moser Medical UHK Krems         | 18     | 122  | 36/47   | 86       |
| 3           | Nikola Bilyk      | Handballclub Fivers Margareten  | 18     | 121  | 18/21   | 103      |
| 4           | Espen Lie Hansen  | Bregenz Handball                | 18     | 117  | 5/7     | 112      |
| 5           | Benas Petreikis   | Union JURI Leoben               | 18     | 109  | 12/19   | 97       |
| 6           | Julius Hoflehner  | HC Linz AG                      | 16     | 108  | 0/0     | 108      |
| 7           | Sebastian Frimmel | SG Handball West Wien           | 18     | 102  | 37/51   | 65       |
| 8           | Martin Breg       | ECE Bulls Bruck                 | 18     | 101  | 32/44   | 69       |
| 9           | Vlatko Mitkov     | Moser Medical UHK Krems         | 18     | 96   | 5/5     | 91       |
| 10          | Goran Kolar       | HSG Raiffeisen Bärnbach/Köflach | 18     | 94   | 26/36   | 68       |

## Playoffs
Die ersten fünf Teams des Grunddurchgangs spielten in einer weiteren Hin- und Rückrunde um die Platzierung im HLA-Viertelfinale. Die letzten fünf Teams spielten um die ersten drei Plätze, welche sich ebenfalls für das Viertelfinale qualifizierten. Die Qualifizierung wurde auch in einer Hin- und Rückrunde ausgespielt. Die beiden schlechtplatziertesten Teams spielen eine Best of three Serie gegen den Abstieg. Jede Mannschaft startete in die Playoff-Phase mit den halbierten Punkten des Grunddurchgangs, bei ungeraden Zahlen wurde aufgerundet. Im unteren Playoff nahm außerdem das Jugend-Nationalteam des Jahrgangs 1996 außer Konkurrenz teil, es trug je ein Auswärtsspiel gegen jede Mannschaft aus.

### Oberes Playoff
|    | Verein                         | R | S | U | N | Tore    | Diff. | Punkte |
| -- | ------------------------------ | - | - | - | - | ------- | ----- | ------ |
| 1. | Handballclub Fivers Margareten | 8 | 6 | 0 | 2 | 251:232 | +19   | 29:4   |
| 2. | Bregenz Handball               | 8 | 4 | 1 | 3 | 223:217 | +6    | 22:7   |
| 3. | Alpla HC Hard (M)              | 8 | 5 | 0 | 3 | 226:204 | +22   | 21:6   |
| 4. | UHK Krems                      | 8 | 4 | 0 | 4 | 244:232 | +12   | 20:8   |
| 5. | Union JURI Leoben              | 8 | 0 | 1 | 7 | 202:261 | −59   | 11:15  |

### Unteres Playoff
|    | Verein                          | R | S | U | N | Tore    | Diff. | Punkte |
| -- | ------------------------------- | - | - | - | - | ------- | ----- | ------ |
| 1. | Handball Tirol                  | 9 | 7 | 0 | 2 | 260:245 | +15   | 23:4   |
| 2. | SG Handball West Wien           | 9 | 5 | 1 | 3 | 253:234 | +19   | 18:6   |
| 3. | HC Linz AG                      | 9 | 5 | 1 | 3 | 271:254 | +17   | 16:7   |
| 4. | HSG Raiffeisen Bärnbach/Köflach | 9 | 5 | 1 | 3 | 257:244 | +13   | 14:7   |
| 5. | ECE Bulls Bruck                 | 9 | 1 | 1 | 7 | 231:254 | −23   | 9:15   |
| 6. | Team 96                         | 5 | 0 | 0 | 5 | 123:164 | −41   | 0:10   |

Legende

## Finalserie

### Finalserie-Baum
| Viertelfinale | Viertelfinale         | Viertelfinale    |      |                   | Halbfinale | Halbfinale | Halbfinale |  |  | Finale | Finale | Finale |
|               |                       |                  |      |                   |            |            |            |  |  |        |        |        |
| OPL1          | Fivers Margareten     | 2                |      |                   |            |            |            |  |  |        |        |        |
| UPL3          | HC Linz AG            | 0                |      |                   |            |            |            |  |  |        |        |        |
| UPL3          | HC Linz AG            | 0                | OPL1 | Fivers Margareten | 2          |            |            |  |  |        |        |        |
|               |                       |                  | OPL1 | Fivers Margareten | 2          |            |            |  |  |        |        |        |
|               | OPL4                  | UHK Krems        | 0    |                   |            |            |            |  |  |        |        |        |
| OPL4          | OPL4                  | UHK Krems        | 0    | UHK Krems         | 2          |            |            |  |  |        |        |        |
| OPL4          |                       |                  |      | UHK Krems         | 2          |            |            |  |  |        |        |        |
| OPL5          | Union JURI Leoben     | 1                |      |                   |            |            |            |  |  |        |        |        |
| OPL5          | Union JURI Leoben     | 1                | OPL1 | Fivers Margareten | 2          |            |            |  |  |        |        |        |
|               |                       |                  |      | Fivers Margareten | 2          |            |            |  |  |        |        |        |
|               | OPL2                  | Bregenz Handball | 0    |                   |            |            |            |  |  |        |        |        |
| OPL2          | OPL2                  | Bregenz Handball | 0    | Bregenz Handball  | 2          |            |            |  |  |        |        |        |
| OPL2          |                       |                  |      | Bregenz Handball  | 2          |            |            |  |  |        |        |        |
| UPL2          | SG Handball West Wien | 0                |      |                   |            |            |            |  |  |        |        |        |
| UPL2          | SG Handball West Wien | 0                | OPL2 | Bregenz Handball  | 2          |            |            |  |  |        |        |        |
|               |                       |                  | OPL2 | Bregenz Handball  | 2          |            |            |  |  |        |        |        |
|               | OPL3                  | Alpla HC Hard    | 0    |                   |            |            |            |  |  |        |        |        |
| OPL3          | OPL3                  | Alpla HC Hard    | 0    | Alpla HC Hard     | 2          |            |            |  |  |        |        |        |
| OPL3          |                       |                  |      | Alpla HC Hard     | 2          |            |            |  |  |        |        |        |
| UPL1          | Handball Tirol        | 0                |      |                   |            |            |            |  |  |        |        |        |

### HLA Viertelfinale
Für das Viertelfinale sind alle Teilnehmer des oberen- und die ersten Drei des unteren Playoffs qualifiziert. Wobei aus einer Tabellen von oberen und unteren Playoff der Erste gegen den Achten, der Zweite gegen den Siebenten, der Dritte gegen den Sechsten und der Vierte gegen den Fünftplatzierten spielt. Gespielt wird alles in Best of three Serien, die Sieger des Viertelfinales ziehen in das Halbfinale ein.
| Handballclub Fivers Margareten (OPL1) – HC Linz AG (UPL3) | Handballclub Fivers Margareten (OPL1) – HC Linz AG (UPL3) | Handballclub Fivers Margareten (OPL1) – HC Linz AG (UPL3) | Handballclub Fivers Margareten (OPL1) – HC Linz AG (UPL3) |
| --------------------------------------------------------- | --------------------------------------------------------- | --------------------------------------------------------- | --------------------------------------------------------- |
| 30. April                                                 | Handballclub Fivers Margareten 19 Bilyk                   | 38 : 25 ( 21 : 13 )                                       | HC Linz AG 8 Ascherbauer                                  |
| 3. Mai                                                    | HC Linz AG 11 Lehner                                      | 29 : 37 ( 14 : 19 )                                       | Handballclub Fivers Margareten 8 Brandfellner             |
| Endstand in der Serie: 2:0                                |                                                           |                                                           |                                                           |

| Bregenz Handball (OPL2) – SG Handball West Wien (UPL2) | Bregenz Handball (OPL2) – SG Handball West Wien (UPL2)              | Bregenz Handball (OPL2) – SG Handball West Wien (UPL2) | Bregenz Handball (OPL2) – SG Handball West Wien (UPL2) |
| ------------------------------------------------------ | ------------------------------------------------------------------- | ------------------------------------------------------ | ------------------------------------------------------ |
| 30. April                                              | Bregenz Handball 8 Bammer                                           | 31 : 25 ( 15 : 11 )                                    | SG Handball West Wien 8 Schiffleitner                  |
| 3. Mai                                                 | SG Handball West Wien 4 Pratschner, Strazdas, Miljak, Schiffleitner | 22 : 30 ( 10 : 11 )                                    | Bregenz Handball 9 Hedin                               |
| Endstand in der Serie: 2:0                             |                                                                     |                                                        |                                                        |

| UHK Krems (OPL4) – Union Leoben (OPL5) | UHK Krems (OPL4) – Union Leoben (OPL5) | UHK Krems (OPL4) – Union Leoben (OPL5) | UHK Krems (OPL4) – Union Leoben (OPL5) |
| -------------------------------------- | -------------------------------------- | -------------------------------------- | -------------------------------------- |
| 30. April                              | UHK Krems 9 Schopf                     | 27 : 30 ( 13 : 13 )                    | Union Leoben 7 Spendier                |
| 4. Mai                                 | Union Leoben 6 Petreikis               | 24 : 35 ( 6 : 16 )                     | UHK Krems 6 Schopf                     |
| 6. Mai                                 | UHK Krems 10 Schopf                    | 32 : 24 ( 15 : 10 )                    | Union Leoben 7 Jandl                   |
| Endstand in der Serie: 2:1             |                                        |                                        |                                        |

| Alpla HC Hard (OPL3) – Handball Tirol (UPL1) | Alpla HC Hard (OPL3) – Handball Tirol (UPL1) | Alpla HC Hard (OPL3) – Handball Tirol (UPL1) | Alpla HC Hard (OPL3) – Handball Tirol (UPL1) |
| -------------------------------------------- | -------------------------------------------- | -------------------------------------------- | -------------------------------------------- |
| 29. April                                    | Alpla HC Hard 7 Zeiner                       | 26 : 25 ( 11 : 13 )                          | Handball Tirol 6 Djukic                      |
| 4. Mai                                       | Handball Tirol 9 Djukic                      | 22 : 27 ( 10 : 12 )                          | Alpla HC Hard 7 Schmid                       |
| Endstand in der Serie: 2:0                   |                                              |                                              |                                              |

### HLA Halbfinale
Für das Halbfinale sind die Sieger des Viertelfinales qualifiziert. Die Sieger des Halbfinales ziehen in das Finale der Handball Liga Austria ein.
| Handballclub Fivers Margareten (OPL1) – UHK Krems (OPL3) | Handballclub Fivers Margareten (OPL1) – UHK Krems (OPL3) | Handballclub Fivers Margareten (OPL1) – UHK Krems (OPL3) | Handballclub Fivers Margareten (OPL1) – UHK Krems (OPL3) |
| -------------------------------------------------------- | -------------------------------------------------------- | -------------------------------------------------------- | -------------------------------------------------------- |
| 13. Mai                                                  | Handballclub Fivers Margareten 9 Žiūra                   | 37 : 34 ( 13, 29 : 13, 29 )                              | UHK Krems 10 Mitkov                                      |
| 16. Mai                                                  | UHK Krems 12 Schopf                                      | 24 : 30 ( 8 : 14 )                                       | Handballclub Fivers Margareten 8 Martinović, Bilyk       |
| Endstand in der Serie: 2:0                               |                                                          |                                                          |                                                          |

| Bregenz Handball (OPL2) – Alpla HC Hard (OPL3) | Bregenz Handball (OPL2) – Alpla HC Hard (OPL3) | Bregenz Handball (OPL2) – Alpla HC Hard (OPL3) | Bregenz Handball (OPL2) – Alpla HC Hard (OPL3) |
| ---------------------------------------------- | ---------------------------------------------- | ---------------------------------------------- | ---------------------------------------------- |
| 12. Mai                                        | Bregenz Handball 8 Esegovic                    | 32 : 26 ( 14 : 16 )                            | Alpla HC Hard 5 Schmid, Zeiner                 |
| 16. Mai                                        | Alpla HC Hard 7 Zeiner                         | 23 : 25 ( 13 : 10 )                            | Bregenz Handball 5 Esegovic                    |
| Endstand in der Serie: 2:0                     |                                                |                                                |                                                |

### HLA Finale (Best of three)
| Finale: Handballclub Fivers Margareten (OPL1) – Bregenz Handball (OPL2) | Finale: Handballclub Fivers Margareten (OPL1) – Bregenz Handball (OPL2) | Finale: Handballclub Fivers Margareten (OPL1) – Bregenz Handball (OPL2) | Finale: Handballclub Fivers Margareten (OPL1) – Bregenz Handball (OPL2) |
| ----------------------------------------------------------------------- | ----------------------------------------------------------------------- | ----------------------------------------------------------------------- | ----------------------------------------------------------------------- |
| 24. Mai                                                                 | Handballclub Fivers Margareten 7 Wöss                                   | 30: 26 ( 13, 25 : 10, 25 )                                              | Bregenz Handball 7 Bammer                                               |
| 27. Mai                                                                 | Bregenz Handball 5 Frühstück                                            | 18 : 24 ( 11 : 9 )                                                      | Handballclub Fivers Margareten 11 Bilyk                                 |

### HLA Endstand
|    | Verein                         |
| -- | ------------------------------ |
| 1. | Handballclub Fivers Margareten |
| 2. | Bregenz Handball               |
| 3. | Alpla HC Hard (M)              |
| 4. | UHK Krems                      |
| 5. | Union JURI Leoben              |
| 6. | Handball Tirol                 |

Legende

(M) – Meister der letzten Saison

### Torschützenliste Endstand
| Platzierung | Spieler          | Verein                         | Spielklasse | Tore | 7-Meter | Feldtore |
| ----------- | ---------------- | ------------------------------ | ----------- | ---- | ------- | -------- |
| 1           | Tobias Schopf    | UHK Krems                      | HLA         | 217  | 67/86   | 150      |
| 2           | Nikola Bilyk     | Handballclub Fivers Margareten | HLA         | 210  | 28/35   | 182      |
| 3           | Martin Breg      | ECE Bulls Bruck                | HLA         | 178  | 70/91   | 108      |
| 4           | Anton Prakapenja | Handball Tirol                 | HLA         | 176  | 7/11    | 169      |
| 5           | Vlatko Mitkov    | UHK Krems                      | HLA         | 163  | 11/11   | 152      |
| 5           | Ante Ešegović    | Bregenz Handball               | HLA         | 163  | 64/87   | 99       |
| 7           | Vytautas Žiūra   | Handballclub Fivers Margareten | HLA         | 162  | 34/41   | 128      |
| 8           | Benas Petreikis  | Union Leoben                   | HLA         | 155  | 14/24   | 141      |
| 9           | Julius Hoflehner | HC Linz AG                     | HLA         | 152  | 0/0     | 152      |
| 10          | Tobias Varvne    | Bregenz Handball               | HLA         | 148  | 0/0     | 144      |

## All-Star-Team
Nach dem Ende der Saison wurden nachfolgende Spieler für ihre Leistungen ausgezeichnet und in das All-Star-Team gewählt.
|                                      |  |                                                                       |  | Bild fehlt                                                     |  |                                           |  |                                                                 |
| Linksaußen Tobias Schopf (UHK Krems) |  |                                                                       |  | Kreisspieler Bojan Beljanski (Bregenz Handball)                |  |                                           |  | Rechtsaußen David Brandfellner (Handballclub Fivers Margareten) |
|                                      |  | Rückraum links Nikola Bilyk (Handballclub Fivers Margareten)          |  |                                                                |  | Rückraum rechts Vlatko Mitkov (UHK Krems) |  |                                                                 |
|                                      |  |                                                                       |  | Rückraum Mitte Vytautas Žiūra (Handballclub Fivers Margareten) |  |                                           |  |                                                                 |
|                                      |  |                                                                       |  |                                                                |  |                                           |  |                                                                 |
|                                      |  |                                                                       |  | Torwart Kristian Pilipovic (Handballclub Fivers Margareten)    |  |                                           |  |                                                                 |
|                                      |  |                                                                       |  |                                                                |  |                                           |  |                                                                 |
|                                      |  | Handballer des Jahres Vytautas Žiūra (Handballclub Fivers Margareten) |  |                                                                |  |                                           |  |                                                                 |